# ミヌアノ
ミヌアノ (Minuano) は、ブラジル南部からウルグアイにかけての地域に吹く冷たい風のことである。ミヌアノはガウチョの民間伝承で広く言及されている。
ミヌアノは南アメリカ大陸の南西に高気圧が発達する期間に寒帯前線から発生する。この冷たい風が暖かく湿った空気と触れることによって寒冷前線が発生し、降雨をもたらす。しばしば、うなるような風の音を伴う。